# Aplotarsus angustulus
Aplotarsus angustulus is een keversoort uit de familie kniptorren (Elateridae). De wetenschappelijke naam van de soort is voor het eerst geldig gepubliceerd in 1858 door Kiesenwetter.